# Jean-Marie Leblanc
Jean-Marie Leblanc (Nueil-les-Aubiers, 28 juli 1944) was van 1988 tot en met 2006 directeur van de Société du Tour de France. Tevens is hij een voormalig wielrenner en sportjournalist.

## Biografie
Leblanc studeerde economische wetenschappen aan de Universiteit van Rijsel. Hij was beroepsrenner van 1966 tot 1971. In 1970 werd hij tweede in de Vierdaagse van Duinkerken. Hij nam tweemaal deel aan de Ronde van Frankrijk, in 1968 (58e) en 1970 (83e), aan de zijde van Jan Janssen en Jacques Anquetil.
Na zijn wielercarrière werd Leblanc journalist voor de wielersport, eerst bij La Voix du Nord, later bij L'Équipe, voordat hij op 19 oktober 1988 werd benoemd tot directeur van de Société du Tour de France. Sinds zijn aantreden is zijn beleid sterk gekenmerkt door doortastendheid, consequentie en pragmatiek. Dit uitte zich onder andere in de Tour van 1998, waarbij de complete ploeg van Festina (met Richard Virenque) uit de Tour werd gezet. Leblanc toonde hiermee aan dat hij zich zeer sterk maakte voor eerlijke competitie in de wielersport. In 2006 gaf hij de fakkel door aan Christian Prudhomme.

## Resultaten in voornaamste wedstrijden
| Jaar | Ronde van Italië | Ronde van Frankrijk | Ronde van Spanje |
| ---- | ---------------- | ------------------- | ---------------- |
| 1967 |                  |                     |                  |
| 1968 |                  | 58e                 |                  |
| 1970 |                  | 83e                 |                  |
| 1971 |                  |                     |                  |

| Jaar | Gent-Wevelgem | Ronde van Vlaanderen | Parijs-Roubaix |
| ---- | ------------- | -------------------- | -------------- |
| 1967 |               |                      | 64e            |
| 1968 |               |                      |                |
| 1970 |               | 32e                  |                |
| 1971 | 50e           | 63e                  | 34e            |